# カテコール-O-メチルトランスフェラーゼ
カテコール-O-メチルトランスフェラーゼ（Catechol-O-MethylTransferase, COMT）は、ドパミン、アドレナリンおよびノルアドレナリンなどのカテコールアミン類の不活化に関わる酵素の1つである。ヒトでは、COMT遺伝子にエンコードされている。1957年に生化学者のジュリアス・アクセルロッドが発見した。
なお、本稿ではカテコール-O-メチルトランスフェラーゼを、以降はCOMTと略記する。

## 機能

ノルアドレナリンの分解機構。COMTは緑色の四角。

ドパミンの分解機構。どちらの経路でも、メチル基を導入するために、COMTが関わる。

ヒトにおいてCOMTは、中枢神経系にも末梢にも発現している。すなわち、全身に広く分布する酵素の1つである。カテコールアミンのベンゼン環に直結した水酸基の片方に、メチル基を結合させて、水酸基をメトキシ基に変換する化学反応を、COMTが触媒する。これによってカテコールアミンの生理活性が減殺される。なお、メチル基の供給源として、COMTはS-アデノシルメチオニン（SAM）を用いる。

### 触媒する反応
COMTによる特異反応は以下の通り。
- ドパミン → 3-メトキシチラミン
- 3,4-ジヒドロキシフェニル酢酸（DOPAC） → ホモバニリン酸（HVA）
- ノルアドレナリン → ノルメタネフリン
- アドレナリン → メタネフリン
- ジヒドロキシフェニルエチレングリコール（DOPEG） → 3-メトキシ-4-ヒドロキシフェニルグリコール（MOPEG）
- 3,4-ジヒドロキシマンデル酸（DOMA） → バニリルマンデル酸（VMA）

### 中枢神経系における機能
中枢神経系では、細胞内で作用する酵素の1つであり、シナプス後ニューロンで発現しており、カテコールアミン類の神経伝達物質（ドパミン、アドレナリンおよびノルアドレナリン）の不活化に関与している。
例えば、COMTによるドパミンの分解は、シナプス前ドパミン輸送体(DAT)と共に、前頭前皮質部位などにおいて極めて重要である。COMTは細胞内に発現しており、この過程はシナプス後ニューロンで行われていると考えられている。
なお、血液脳関門を突破してきた医薬として利用される化合物の中にもCOMTの基質が存在し、代謝に関与する。

### 末梢における機能
COMTは肝臓や腎臓など、様々な組織でも発現している。
例えば、カテコールエストロゲンやカテコールの部分を含むフラボノイドなど、幾つかのカテコール構造を持つ化合物が、COMTの基質である。さらに、医薬として利用される化合物の中にもCOMTの基質が存在し、代謝に関与する。

## COMT阻害薬
COMTは生理活性を持ったカテコール類を、不活化する方向に作用するため、しばしばCOMTの阻害が試みられてきた。そのような中で、様々なCOMT阻害薬が開発されてきた。
例えば、カテコールアミン類の調節が疾患により損なわれた場合に、幾つかの医薬はCOMTを標的としてその活性を変化させ、カテコールアミンが供給されるようにしている。カテコールアミンの前駆体の1つで、パーキンソン病の症状を抑えるために使用するレボドパは、COMTの基質の1つであり、レボドパが血液脳関門を突破する前に、末梢のCOMTで代謝されて不活化される。すなわち、末梢のCOMTがレボドパを無効にしてしまう。そこで、末梢のCOMT阻害薬であるエンタカポンをレボドパと同時に投与する事で、COMTからレボドパを保護し、レボドパの脳への移行性を向上させることにより、レボドパの作用持続時間を長くする。
また、末梢のCOMT阻害薬としては、他にフロプロピオンも存在する。ただフロプロピオンはセロトニンに拮抗する作用も有するなど、単純なCOMTだけの阻害薬ではない。ヒトにおいて、フロプロピオンは十二指腸周辺など特定の場所に強く作用する事が知られており、オッディ筋や尿路の鎮痙を狙って投与される場合がある。すなわち、肝胆膵疾患には、胆管からの胆汁や、膵管から膵液を、十二指腸へ流れ込み易くする目的で投与する。同じく、尿路結石が存在する場合には、排尿に伴って尿路結石が体外へと排泄され易くする目的で投与する。